# La Roche-de-Glun
La Roche-de-Glun är en kommun i departementet Drôme i regionen Auvergne-Rhône-Alpes i sydöstra Frankrike. Kommunen ligger i kantonen Tain-l'Hermitage som tillhör arrondissementet Valence. År 2022 hade La Roche-de-Glun 3 579 invånare.

## Befolkningsutveckling
Antalet invånare i kommunen La Roche-de-Glun
Referens:INSEE